# Congrès de Vérone (Chateaubriand)
 (février 2024).
Si vous disposez d'ouvrages ou d'articles de référence ou si vous connaissez des sites web de qualité traitant du thème abordé ici, merci de compléter l'article en donnant les références utiles à sa vérifiabilité et en les liant à la section « Notes et références ».
Pour les articles homonymes, voir Congrès de Vérone.
Le Congrès de Vérone est une œuvre de François-René de Chateaubriand parue en 1838.

## Édition
Le Congrès de Vérone paraît pour la première fois en 1838, chez Delloye à Paris et chez Brockhaus et Avenarius à Leipzig.
Il est ensuite publié dans l'édition des Œuvres complètes de Chateaubriand par Charles Gosselin, 25 volumes in-8°, 1836-1838, contenant également l'Essai sur la littérature anglaise et une traduction du Paradis perdu de John Milton.
Il est ensuite réédité dans les Œuvres complètes dirigées par Béatrice Didier  et parues aux éditions Honoré Champion, édité par Jacques-Alain de Sédouy.